# Festival de la Canción de Eurovisión 1966

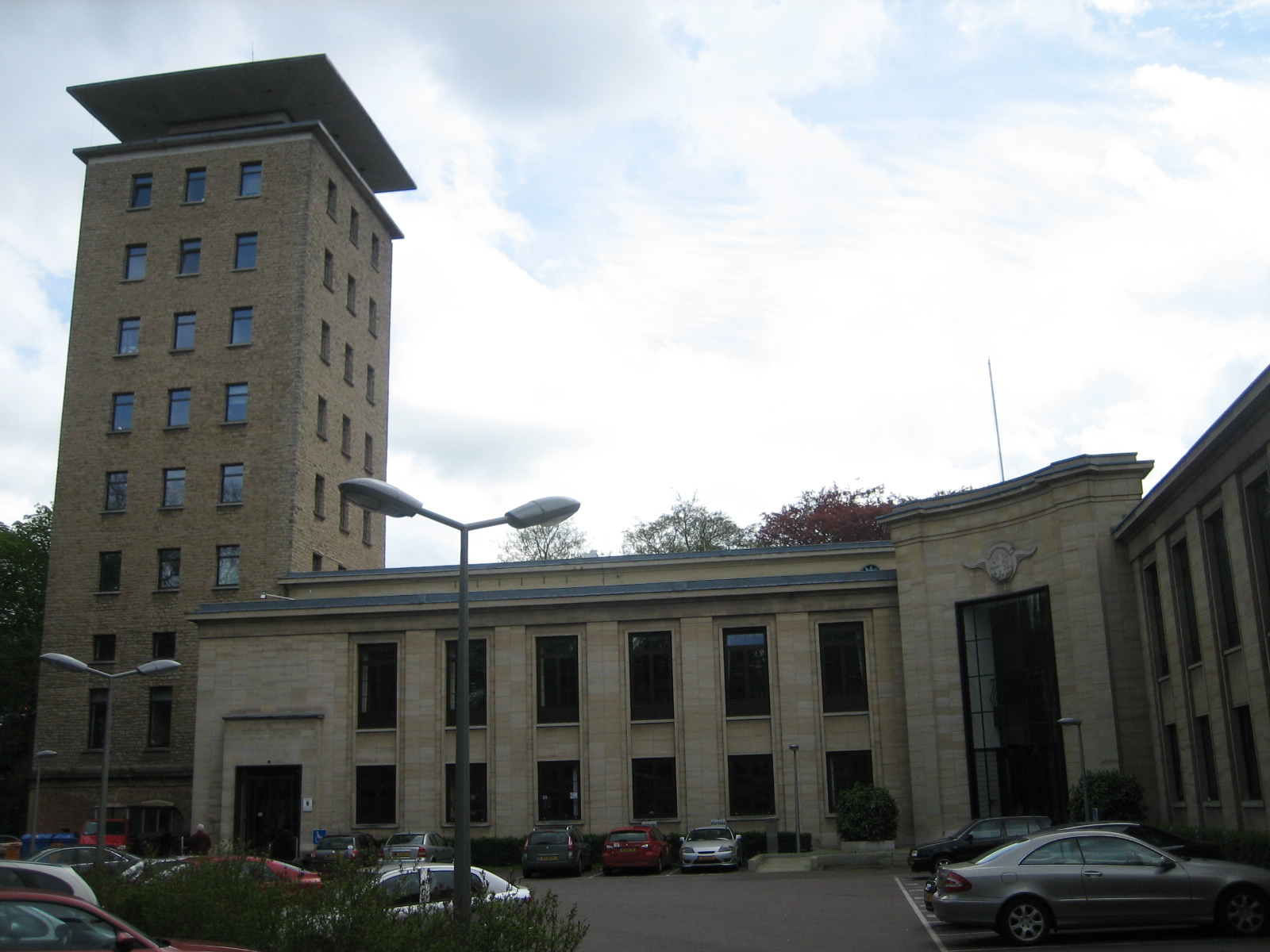
Villa Louvigny, sede del Festival de la Canción de Eurovisión 1966.

El XI Festival de la Canción de Eurovisión se celebró en la Ciudad de Luxemburgo el 5 de marzo de 1966, después de que la representante de Luxemburgo, France Gall, obtuviera la victoria con la canción «Poupée de cire, poupée de son» en la edición de 1965. Fue la segunda vez que el país organizó el festival, siendo la primera en 1962 tras su victoria en 1961. El evento fue conducido por Josiane Shen.
Fue en este año cuando se instauró la regla por la cual solo se podía llevar un tema en el idioma nacional de cada país. Esto surgió como medida ante la presentación por Suecia del tema en inglés, «Absent friend», el año anterior.
La cantante neerlandesa, Milly Scott, fue la primera persona de raza negra en participar en el certamen, y también la primera intérprete en la historia del festival que prescindió del micrófono de pie que todos sus antecesores habían usado, utilizando un micrófono de mano.
Finalmente, Austria se coronó campeón de la 11.ª edición del Festival de Eurovisión con Udo Jürgens y la canción «Merci, chérie» con 31 puntos, logrando de este modo la primera victoria del país en la historia del certamen. En segundo lugar quedó Suecia con Lill Lindfors & Svante Thuresson y «Nygammal vals» con 16 puntos, y Noruega quedó en tercer puesto con Åse Kleveland e «Intet er nytt under solen», que además fue la primera mujer en no llevar un vestido en el festival.

## Países participantes

### Canción y selección
| País y TV               | Título original de la canción          | Artista(s)                       | Proceso y fecha de selección                                  |
| País y TV               | Traducción al español                  | Idioma(s)                        | Proceso y fecha de selección                                  |
| ----------------------- | -------------------------------------- | -------------------------------- | ------------------------------------------------------------- |
| Alemania Occidental ARD | Die Zeiger der Uhr                     | Margot Eskens                    | Elección interna                                              |
| Alemania Occidental ARD | Las agujas del reloj                   | Alemán                           | Elección interna                                              |
| Austria ORF             | Merci, chérie                          | Udo Jürgens                      | Elección interna                                              |
| Austria ORF             | Gracias, querida                       | Alemán y francés                 | Elección interna                                              |
| Bélgica RTB             | Un peu de poivre, un peu de sel        | Tonia                            | Eurosong, 25-01-1966                                          |
| Bélgica RTB             | Un poco de pimienta, un poco de sal    | Francés                          | Eurosong, 25-01-1966                                          |
| Dinamarca DR            | Stop, mens legen er go                 | Ulla Pia                         | Dansk Melodi Grand Prix 1966, 6-02-1966                       |
| Dinamarca DR            | Para mientras todo va bien             | danés                            | Dansk Melodi Grand Prix 1966, 6-02-1966                       |
| España TVE              | Yo soy aquél                           | Raphael                          | Elección interna                                              |
| España TVE              | —                                      | Español                          | Elección interna                                              |
| Finlandia YLE           | Playboy                                | Ann Christine                    | Final nacional, 22-01-1967                                    |
| Finlandia YLE           | —                                      | Finés                            | Final nacional, 22-01-1967                                    |
| Francia RTF             | Chez nous                              | Dominique Walter                 | Elección interna                                              |
| Francia RTF             | En nuestra casa                        | Francés                          | Elección interna                                              |
| Irlanda RTÉ             | Come back to stay                      | Dickie Rock                      | Final nacional                                                |
| Irlanda RTÉ             | Vuelve para quedarte                   | Inglés                           | Final nacional                                                |
| Italia RAI              | Dio, come ti amo                       | Domenico Modugno                 | Festival de la Canción de San Remo 1966, 29-01-1966           |
| Italia RAI              | ¡Dios, cómo te amo!                    | Italiano                         | Festival de la Canción de San Remo 1966, 29-01-1966           |
| Luxemburgo CLT          | Ce soir je t'attendais                 | Michèle Torr                     | Elección interna                                              |
| Luxemburgo CLT          | Esta noche te esperé                   | Francés                          | Elección interna                                              |
| Mónaco TMC              | Bien plus fort                         | Tereza Kesojiva                  | Elección Interno                                              |
| Mónaco TMC              | Mucho más fuerte                       | Francés                          | Elección Interno                                              |
| Noruega NRK             | Intet er nytt under solen              | Åse Kleveland                    | Melodi Grand Prix 1966, 5-02-1966                             |
| Noruega NRK             | Nada nuevo bajo el sol                 | Noruego                          | Melodi Grand Prix 1966, 5-02-1966                             |
| Países Bajos NTS        | Fernando en Filipo                     | Milly Scott                      | Nationaal Songfestival 1966                                   |
| Países Bajos NTS        | Fernando y Felipe                      | Neerlandés                       | Nationaal Songfestival 1966                                   |
| Reino Unido BBC         | A man without love                     | Kenneth McKellar                 | A Song For Europe, 27-01-1966 (cantante elegido internamente) |
| Reino Unido BBC         | Un hombre sin amor                     | Inglés                           | A Song For Europe, 27-01-1966 (cantante elegido internamente) |
| Portugal RTP            | Ele e Ela                              | Madalena Iglésias                | Grande Prémio TV da Canção Portuguesa 1966, 15-01-1966        |
| Portugal RTP            | Él y ella                              | Portugués                        | Grande Prémio TV da Canção Portuguesa 1966, 15-01-1966        |
| Suecia SR               | Nygammal vals (Hip man svinaherde)     | Lill Lindfors & Svante Thuresson | Melodifestivalen 1966, 24-02-1966                             |
| Suecia SR               | Nuevo antiguo vals (criador de cerdos) | Sueco                            | Melodifestivalen 1966, 24-02-1966                             |
| Suiza SRG SSR           | Ne vois-tu pas?                        | Madeleine Pascal                 | Final nacional, 5-02-1966                                     |
| Suiza SRG SSR           | ¿No lo ves?                            | Francés                          | Final nacional, 5-02-1966                                     |
| Yugoslavia JRT          | Brez besed                             | Berta Ambrož                     | Eurovizija 1966, 23-01-1966                                   |
| Yugoslavia JRT          | Sin palabras                           | Esloveno                         | Eurovizija 1966, 23-01-1966                                   |

1. ↑  Italia: Durante los ensayos, Domenico Modugno no estaba satisfecho con la orquesta y dejó el escenario enfadado. No se sabía exactamente si iba a interpretar la canción en el festival, pero finalmente lo hizo.[2]

#### Artistas que regresan
- Udo Jürgens: Representó a Austria en el Festival de la Canción de Eurovisión 1964 y 1965 con las canciones «Warum nur, warum?» y «Sag ihr, ich lass sie grüßen», quedando en 6ª y 4ª posición, respectivamente.
- Domenico Modugno: Representó a Italia en el Festival de la Canción de Eurovisión 1958 y 1959 con las canciones «Nel blu dipinto di blu» y «Piove», quedando en 3.ª y 6.ª posición, respectivamente.

### Directores de orquesta
Los países podían presentar su propio director de orquesta o el del país anfitrión, Jean Rodères.
- - Willy Berking
- - Arne Lamberth
- - Jean Rodères
- - Jean Rodères
- - Mojmir Sepe
- - Øivind Bergh
- - Ossi Runne
- - Jorge Costa Pinto
- - Dolf van der Linden
- - Hans Hammerschmid
- - Gert Ove Andersson
- - Rafael Ibarbia
- - Jean Rodères
- - Alain Goraguer
- - Angelo Giacomazzi
- - Franck Pourcel
- - Noel Kelehan
- - Harry Rabinowitz

## Resultados
Las primeras votaciones estuvo reñido entre Austria, Suecia y Bélgica, sin embargo, este último país se quedó relegado y terminó en la cuarta posición. Al final de las votaciones, Austria terminó aventajando a Suecia para alzarse finalmente con su primer triunfo. Mónaco e Italia terminaron en último lugar con 0 puntos, siendo la primera vez que únicamente dos países quedaban con 0 puntos.
| N.º | País                | Intérprete(s)                    | Canción                           | Lugar | Pts. |
| --- | ------------------- | -------------------------------- | --------------------------------- | ----- | ---- |
| 01  | Alemania Occidental | Margot Eskens                    | «Die Zeiger der Uhr»              | 10    | 7    |
| 02  | Dinamarca           | Ulla Pia                         | «Stop - mens legen er go»         | 14    | 4    |
| 03  | Bélgica             | Tonia                            | «Un peu de poivre, un peu de sel» | 4     | 14   |
| 04  | Luxemburgo          | Michele Torr                     | «Ce soir je t'attendais»          | 10    | 7    |
| 05  | Yugoslavia          | Berta Ambrož                     | «Brez besed»                      | 7     | 9    |
| 06  | Noruega             | Åse Kleveland                    | «Intet er nytt under solen»       | 3     | 15   |
| 07  | Finlandia           | Ann-Christine Nyström            | «Playboy»                         | 10    | 7    |
| 08  | Portugal            | Madalena Iglésias                | «Ele e Ela»                       | 13    | 6    |
| 09  | Austria             | Udo Jürgens                      | «Merci, Chérie»                   | 1     | 31   |
| 10  | Suecia              | Lill Lindfors & Svante Thuresson | «Nygammal vals»                   | 2     | 16   |
| 11  | España              | Raphael                          | «Yo soy aquél»                    | 7     | 9    |
| 12  | Suiza               | Madeleine Pascal                 | «Ne vois-tu pas»                  | 6     | 12   |
| 13  | Mónaco              | Tereza                           | «Bien plus fort»                  | 17    | 0    |
| 14  | Italia              | Domenico Modugno                 | «Dio, come ti amo»                | 17    | 0    |
| 15  | Francia             | Dominique Walter                 | «Chez nous»                       | 16    | 1    |
| 16  | Países Bajos        | Milly Scott                      | «Fernando en Filippo»             | 15    | 2    |
| 17  | Irlanda             | Dickie Rock                      | «Come Back to Stay»               | 4     | 14   |
| 18  | Reino Unido         | Kenneth McKellar                 | «A Man Without Love»              | 9     | 8    |

### Votación
Durante la votación, la presentadora saludó al portavoz del Reino Unido, pero se equivocó y en lugar de decir «Good evening, London» («Buenas tardes, Londres» a modo de saludo), dijo «Good night, London» («Buenas noches, Londres» a modo de despedida), a lo que el portavoz respondió «Buenos días, Luxemburgo» («Buenos días, Luxemburgo»), siendo ya las 11 de la noche, lo que hizo que a Josiane le diera un ataque de risa, con lo que todo el público en Villa Louvigny estalló en risas y aplausos.
| Bandera de Alemania Occidental       | Bandera de Dinamarca | Bandera de Bélgica | Bandera de Luxemburgo | Bandera de Yugoslavia | Bandera de Noruega | Bandera de Finlandia | Bandera de Portugal | Bandera de Austria | Bandera de Suecia | Bandera de España | Bandera de Suiza | Bandera de Mónaco | Bandera de Italia | Bandera de Francia | Bandera de los Países Bajos | Bandera de Irlanda | Bandera del Reino Unido |   | Total |   |
|                                      | Alemania Occidental  |                    | 0                     | 1                     | 0                  | 0                    | 0                   | 0                  | 0                 | 0                 | 0                | 0                 | 5                 | 0                  | 1                           | 0                  | 0                       | 0 | 0     | 7 |
| Dinamarca                            | 0                    |                    | 0                     | 0                     | 0                  | 1                    | 3                   | 0                  | 0                 | 0                 | 0                | 0                 | 0                 | 0                  | 0                           | 0                  | 0                       | 0 | 4     |   |
| Bélgica                              | 5                    | 0                  |                       | 0                     | 0                  | 0                    | 0                   | 3                  | 0                 | 1                 | 0                | 0                 | 0                 | 0                  | 0                           | 5                  | 0                       | 0 | 14    |   |
| Luxemburgo                           | 0                    | 0                  | 0                     |                       | 0                  | 0                    | 0                   | 0                  | 1                 | 5                 | 0                | 0                 | 0                 | 0                  | 1                           | 0                  | 0                       | 0 | 7     |   |
| Yugoslavia                           | 3                    | 0                  | 0                     | 0                     |                    | 0                    | 1                   | 0                  | 0                 | 0                 | 0                | 0                 | 0                 | 0                  | 0                           | 0                  | 0                       | 5 | 9     |   |
| Noruega                              | 1                    | 0                  | 0                     | 0                     | 0                  |                      | 0                   | 0                  | 3                 | 3                 | 3                | 0                 | 0                 | 5                  | 0                           | 0                  | 0                       | 0 | 15    |   |
| Finlandia                            | 0                    | 3                  | 0                     | 0                     | 0                  | 3                    |                     | 0                  | 0                 | 0                 | 0                | 0                 | 0                 | 0                  | 0                           | 1                  | 0                       | 0 | 7     |   |
| Portugal                             | 0                    | 1                  | 0                     | 0                     | 0                  | 0                    | 0                   |                    | 0                 | 0                 | 5                | 0                 | 0                 | 0                  | 0                           | 0                  | 0                       | 0 | 6     |   |
| Austria                              | 0                    | 0                  | 5                     | 5                     | 5                  | 0                    | 0                   | 1                  |                   | 0                 | 1                | 3                 | 5                 | 3                  | 3                           | 0                  | 0                       | 0 | 31    |   |
| Suecia                               | 0                    | 5                  | 0                     | 0                     | 0                  | 5                    | 5                   | 0                  | 0                 |                   | 0                | 1                 | 0                 | 0                  | 0                           | 0                  | 0                       | 0 | 16    |   |
| España                               | 0                    | 0                  | 0                     | 0                     | 1                  | 0                    | 0                   | 5                  | 0                 | 0                 |                  | 0                 | 0                 | 0                  | 0                           | 0                  | 0                       | 3 | 9     |   |
| Suiza                                | 0                    | 0                  | 0                     | 1                     | 0                  | 0                    | 0                   | 0                  | 5                 | 0                 | 0                |                   | 3                 | 0                  | 0                           | 0                  | 3                       | 0 | 12    |   |
| Mónaco                               | 0                    | 0                  | 0                     | 0                     | 0                  | 0                    | 0                   | 0                  | 0                 | 0                 | 0                | 0                 |                   | 0                  | 0                           | 0                  | 0                       | 0 | 0     |   |
| Italia                               | 0                    | 0                  | 0                     | 0                     | 0                  | 0                    | 0                   | 0                  | 0                 | 0                 | 0                | 0                 | 0                 |                    | 0                           | 0                  | 0                       | 0 | 0     |   |
| Francia                              | 0                    | 0                  | 0                     | 0                     | 0                  | 0                    | 0                   | 0                  | 0                 | 0                 | 0                | 0                 | 1                 | 0                  |                             | 0                  | 0                       | 0 | 1     |   |
| Países Bajos                         | 0                    | 0                  | 0                     | 0                     | 0                  | 0                    | 0                   | 0                  | 0                 | 0                 | 0                | 0                 | 0                 | 0                  | 0                           |                    | 1                       | 1 | 2     |   |
| Irlanda                              | 0                    | 0                  | 3                     | 0                     | 3                  | 0                    | 0                   | 0                  | 0                 | 0                 | 0                | 0                 | 0                 | 0                  | 5                           | 3                  |                         | 0 | 14    |   |
| Reino Unido                          | 0                    | 0                  | 0                     | 3                     | 0                  | 0                    | 0                   | 0                  | 0                 | 0                 | 0                | 0                 | 0                 | 0                  | 0                           | 0                  | 5                       |   | 8     |   |
| LA TABLA ESTÁ ORDENADA POR APARICIÓN |                      |                    |                       |                       |                    |                      |                     |                    |                   |                   |                  |                   |                   |                    |                             |                    |                         |   |       |   |

#### Máximas puntuaciones
| N.º | A                   | De                                      |
| --- | ------------------- | --------------------------------------- |
| 4   | Austria             | Bélgica, Luxemburgo, Mónaco, Yugoslavia |
| 3   | Suecia              | Dinamarca, Finlandia, Noruega           |
| 2   | Bélgica             | Alemania Occidental, Países Bajos       |
| 1   | Alemania Occidental | Suiza                                   |
| 1   | Luxemburgo          | Suecia                                  |
| 1   | Noruega             | Italia                                  |
| 1   | Portugal            | España                                  |
| 1   | España              | Portugal                                |
| 1   | Suiza               | Austria                                 |
| 1   | Reino Unido         | Irlanda                                 |
| 1   | Yugoslavia          | Reino Unido                             |

### Portavoces
- Alemania Occidental - Werner Veigel (Periodista y presentador de TV)
- Dinamarca - Bent Henius
- Bélgica - André Hagon
- Luxemburgo - Camillo Felgen (Representante de Luxemburgo en 1960 y 1962)
- Yugoslavia - Dragana Marković
- Noruega - Erik Diesen (Personalidad de radio y televisión)[6]
- Finlandia - Poppe Berg[7]
- Portugal - Maria Manuela Furtado
- Austria - Ernst Grissemann
- Suecia - Edvard Matz
- Suiza - Alexandre Burger
- España - Margarita Nicola
- Italia - Enzo Tortora (Presentador de TV)
- Francia - Claude Darget
- Países Bajos - Herman Brouwer[8]
- Irlanda - Frank Hall (Periodista y locutor)
- Reino Unido - Michael Aspel (Presentador de TV)

## Retransmisión y comentaristas

### Países participantes
- Alemania Occidental (ARD Deutsches Fernsehen): Hans-Joachim Rauschenbach
- Dinamarca (DR TV): Skat Nørrevig
- Bélgica (RTB): Paule Herreman

(BRT): Herman Verelst
- Luxemburgo (Télé-Luxembourg): Jacques Navadic[9]
- Yugoslavia (Televizija Beograd): Miloje Orlović

(Televizija Zagreb): Mladen Delić
(Televizija Ljubljana): Tomaž Terček
- Noruega (NRK y NRK P1): Sverre Christophersen
- Finlandia (TV-ohjelma 1): Aarno Walli
- Portugal (RTP): Henrique Mendes
- Austria (ORF): Emil Kollpacher
- Suecia (Sveriges Radio-TV y SR P3): Sven Lindahl[10]
- España (TVE): Federico Gallo
- Suiza (TV DRS): Theodor Haller

(TSR): Georges Hardy
(TSI): Giovanni Bertini
- Mónaco (Télé Monte Carlo): François Deguelt
- Italia (Secondo Programma): Renato Tagliani
- Francia (Première Chaîne RTF): François Deguelt[9]
- Países Bajos (Nederland 1): Teddy Scholten[8]
- Irlanda (RTÉ Television): Brendan O'Reilly

(Radio Éireann): Kevin Roche
- Reino Unido (BBC 1): David Jacobs

(BBC Light Programme): John Duhn

### Países no participantes
- Alemania Oriental (Deutscher Fernsehfunk)
- Checoslovaquia (ČST)
- Hungría (RTV)
- Marruecos (SNRT)
- Polonia (TP)
- Rumania (TVR)
- Unión Soviética (CT URSS)